# 新潟万代東宝プラザ
新潟万代東宝プラザ（にいがたばんだいとうほうプラザ）は、かつて存在した日本の映画館である。新潟県新潟市万代（現在の同県同市中央区万代）1丁目3番1号の「万代シネモールビル」地下1階にあり、東宝東部興行が運営・経営していた。
本項目では関連映画館であった新潟万代東宝1・2（にいがたばんだいとうほう1・2）についても詳述する。

## 新潟万代東宝プラザ
1984年（昭和59年）12月22日、万代シネモールビルの開業と共にオープン。オープニング作品は「ゴーストバスターズ」だった。東京の日本劇場系列のロードショー館として、「バック・トゥ・ザ・フューチャー」シリーズ、「トップガン」「ロジャー・ラビット」「トータル・リコール」「ターミネーター2」「スピード」「アルマゲドン」など洋画の大作・話題作を上映していた。座席数は404席。
2001年（平成13年）、万代シテイビルボードプレイス内にシネマコンプレックス『T・ジョイ新潟万代』がオープンするのに伴い、同年6月24日をもって営業を終了。ビルを所有している新潟交通がT・ジョイに運営を委託し、6月30日からT・ジョイ新潟万代ANNEX（ティ・ジョイにいがたばんだいアネックス）として再オープンしたが、わずか3年後の2004年（平成16年）4月11日をもって閉館。20年の歴史に幕を閉じた。

## 新潟万代東宝1・2
新潟万代東宝（にいがたばんだいとうほう）は、かつて存在した日本の映画館である。新潟県新潟市万代（現在の同県同市中央区万代）1丁目3番1号、「万代シテイバスセンタービル」の3階にあった。東宝系。
1970年（昭和45年）、同市東堀通9番町で営業していた映画館新潟宝塚会館（にいがたたからづかかいかん）がその前身であり、同会館には、新潟東宝劇場・スカラ座の2つの映画館があった。東宝の邦画・洋画封切館として親しまれていたが、建物の老朽化と人の流れの変遷を理由に1992年（平成4年）11月29日をもって閉館、同年12月12日、万代シテイバスセンタービル3階にあった万代シテイホール跡地に新潟万代東宝1・2としてオープンし発展的に生まれ変わった。もともとの建物は、その後も存在していたが2007年（平成19年）に取り壊された。
座席数は1が155席、2が129席。フィルムプリントを上映する映写室はなく、ビデオシアターで最新の邦画・洋画を上映していた。
シネマコンプレックス「T・ジョイ新潟万代」のオープンに伴い、2001年（平成13年）4月8日をもって閉館した。わずか8年5ヵ月の営業だった。2009年（平成21年）現在、跡地には英会話イーオン新潟万代校がある。